# Línea Naranja (Tren Ligero de Dallas)
La Línea Naranja (en inglés: Orange Line) es una línea de ferrocarril del Tren Ligero de Dallas. La línea opera entre las estaciones Parker Road y Aeropuerto Internacional de Dallas-Fort Worth.

## Estaciones
- Aeropuerto DFW
- DFW North (propuesta)
- Belt Line
- North Lake College
- Irving Convention Center
- Las Colinas Urban Center
- Universidad de Dallas
- Bachman
- Burbank
- Inwood/Love Field
- Southwestern Medical District/Parkland
- Market Center
- Victory
- West End
- Akard
- St. Paul
- Pearl/Arts District
- Cityplace/Uptown
- Mockingbird
- Lovers Lane
- Park Lane
- Walnut Hill
- Forest Lane
- LBJ/Central

### Servicio de hora pico
Servicio durante las horas picos al norte de la estación LBJ/Central.
- Spring Valley
- Arapaho Center
- Galatyn Park
- CityLine/Bush
- Downtown Plano
- Parker Road